# カルロス・コレイア
カルロス・コレイア（ポルトガル語: Carlos Correia、1933年11月6日 - 2021年8月14日）は、ギニアビサウの政治家。同国首相を4回務めた（第5・7・17・21代）。

## 人物
ビサウ生まれ。東ドイツにて農業技術者訓練を受けた。ギニアビサウ独立戦争のさいに、ギニア・カーボベルデ独立アフリカ党(PAIGC)に入党する。1970年代のフランシスコ・メンデス政権下にて財務大臣を務める。1980年代にはPAICG政治局の一員となり、国家評議会の農業漁業分野を担当した。
ギニアビサウの首相制度は1984年に一度撤廃されたが、1991年12月27日に再び創設され、その際にジョアン・ヴィエイラ大統領のもと、カルロス・コレイアが首相に任命された。1994年7月のギニアビサウ初の複数政党制での選挙でPAICGが勝利をおさめたのち、同年10月27年にマニュエル・サトゥルニノ・ダ・コスタが後任で首相となった。
1997年5月26日にダ・コスタが首相を解任されたのち、同年6月6日に再びコレイアが首相に任命された。しかしながら、同年10月に最高裁判所は、コレイアの任命は議会の協議を通していないため違憲であるとの判断を下したが結局その一週間後、コレイアの首相就任は承認された。コレイアの首相としての仕事は、IMFや世界銀行から高い評価を得ている。
コレイアの二期目の任期は1998年12月3日の、アンスマネ・マネによる反乱によって幕を閉じた。マネは1998年6月に軍の要職を解任されたため、政府に対して反旗を翻し、内戦に発展した。1998年11月に政府と反政府軍の間に和平合意が調印された。この和平は6か月続いた。
1999年にヴィエイラが失脚したのち、アミン・サード司法長官は1999年7月27日に、ヴィエイラを資金的に援助し、戦争を誘発した罪により、コレイア以下14名のヴィエイラ支持者を逮捕したと発表し、そののち短期間投獄された。1999年9月のPAIGCの総会でコレイアと、ヴィエイラ政権下の元大臣らは党から除名された。クンバ・ヤラが大統領に就任したのち、2000年2月にコレイアと元大臣らは逮捕された。3年前に議会の承認を得ていない二つの国債が発行されたことに関して告発を受けたが、コレイアとダ･コスタによれば、国家発展のための基金を提供する意思で発行したと述べた。2003年6月にコレイアは、横領に関しては無罪となった。
2003年2月には、コレイア及び4人のPAIGC党員が、1986年のクーデター未遂の際に5人を処刑した件にて逮捕されたが、4日後に釈放された。
2005年の大統領選挙では、党代表の大統領候補に考えられていたが、マラム・バカイ・サニャが指名された。サニャは決選投票にてヴィエイラに敗れた。
2008年8月5日にヴィエイラが国民議会を解散した際、マルチーニョ・ンダファ・カビの後任として、コレイアが首相に任命され、議会選挙の準備を命ぜられた。コレイアの新政府は21人の国務大臣と7人の閣外大臣で構成され、ヴィエイラの忠実な部下や、PAIGC内でヴィエイラを支持する者たちで占められていた。社会革新党（PRS）へも5人のポストが割り振られ、独立発展共和党（PRID）と人民連合同盟（APU）にはそれぞれ一つずつポストが当てられた。
議会選挙の結果、PAIGCが多数派をしめると、2008年12月25日にヴィエイラはPAIGCの党首、カルロス・ゴメス・ジュニオルへ首相を交代させた。
2021年8月14日、ビサウにて87歳で死去。